# Kradzież leśna
Kradzież leśna – przestępstwo polegające na wyrębie drzewa, tj. oderwaniu rosnącego drzewa od podłoża, np. przy użyciu siekiery, piły lub innym sposobem. Przedmiotem czynu jest drzewo rosnące. Zabór drzew powalonych lub uprzednio ściętych jest kradzieżą zwykłą z art. 278 § 1 kk.
Lasem jest grunt o zwartej powierzchni co najmniej 0,1 ha pokryty roślinnością leśną i przeznaczony do produkcji leśnej lub stanowiący rezerwat przyrody albo wchodzący w skład parku narodowego bądź wpisany do rejestru zabytków.
W przypadku, gdy kradzieży dokonało kilku sprawców, nawiązkę zasądza się od każdego z nich z osobna.
Jeżeli wartość skradzionego drzewa nie przekracza 500 złotych (w latach 2013–2018 1/4 minimalnego wynagrodzenia, natomiast do 2013 r. 75 złotych), sprawca odpowiada za wykroczenie z art. 120 § 1 kw.
Kradzież samych gałęzi (stroiszu), krzewów lub pniaków z cudzego lasu jest zawsze wykroczeniem niezależnie od ich wartości (art. 148 § 1 pkt 2 kw), jednak to stanowisko Sądu Najwyższego spotkało się z krytyką doktryny.